# Chloumek (Východolabská tabule)
Chloumek (337 m n. m.) je vrch v okrese Trutnov Královéhradeckého kraje u hranice s okresem Náchod. Leží asi 0,5 km severozápadně od obce Velichovky, na katastrálním území obce Litíč.

## Geomorfologické zařazení
Geomorfologicky vrch náleží do celku Východolabská tabule, podcelku Chlumecká tabule a okrsku Velichovecká tabule.